# Sárkány Lovagrend
Sárkány Lovagrend, tulajdonképpen Sárkány Társaság, latinul Societas Draconistrarum. A sárkány a középkorban a gonosz jelképe volt, így az önmagát fojtogató és felhasított hátú sárkányos jelvény azt szemléltette, hogy viselője magában legyőzte a gonoszt. Ennek megfelelően a lovagrend tagjai "tehetséges, jellemes férfiak" voltak. A lovagrendet Luxemburgi Zsigmond magyar király, későbbi német-római császár valószínűleg második feleségével, Cillei Borbálával kötött házassága alkalmával alapította uralkodói tekintélye érdekében, hogy szövetkezzék leghatalmasabb alattvalóival és vazallusaival.

## A rend története
Luxemburgi Zsigmond magyar király és Borbála királyné alapította a király Boszniában elért hadisikerei után, egy 1408. december 12-i oklevélben, mely Albeni Ébenhardt nagyváradi püspök munkája volt. Az alapítás inspirálója a már létező Szent György Lovagrend lehetett.
Alapítása idején a rend a király és a leghatalmasabb főurak szövetségének megerősítését jelentette, valamint Zsigmond leányának majdani trónra kerülését volt hivatva biztosítani. Később viszont a király – aki nyugati tartózkodásai, koronázásai idején sok külföldit emelt a rend tagjai sorába – már maga is inkább kitüntetésnek tekintette a rendi tagság adományozását. Érdekes bizonyítéka ennek egy 15. századi bécsi udvari kártyalap, amely díszes öltözetű magyar udvari szakácsmestert ábrázol, a jobb vállán a Sárkányrend jelvényével.
… tiszta szándékunk és törekvésünk jeléül és jelképéül, a körré görbült sárkány jelét vagyis képét, amint farkát nyaka köré tekeri és háta közepén hosszában feje és orra elejétől farka végéig fel van hasítva s a vére vesztése miatt fehér és vértelen hasíték belső széle mentén hosszában elhelyezett vörös keresztet visel, hasonlót ahhoz, amilyen vörös keresztet fehér mezőben magának a dicső György vértanúnak zászlaja alatt vitézkedők szoktak viselni, hordani és használni, mi magunk is választjuk…
A rend az igaz hit védelméért – és a husziták ellen – küzdő vitézek kitüntetése céljából született.
Jelvénye egy, a farkát nyaka köré csavaró zöldes-aranyszínű sárkány, hátán arany és zöld szárnyak felett vörös lángkereszttel.
Felette arany lángoktól körülvett kereszt, szárain O Q[uam] MISERICORS EST DEUS IUSTUS ET PACIENS felirattal.
Védőszentnek Sárkányölő Szent Györgyöt és Szent Margitot választották. Szent György köztudomásúlag Szent Mihály földi megtestesítője a sárkány elleni küzdelemben, utóbbi taszította le az Isten ellen fellázadó Sátánt a pokolba.
A rend legelső lovagjai az alapító levél szerint:
Cillei Hermann gróf, a király apósa, fia Cillei Frigyes, Garai Miklós nádor, Lazarevics István (Stefan Lazarević szerb despota), Tamási János, Szántói Lack Jakab és Stiborici Stibor erdélyi vajdák , Maróti János macsói, Ozorai Pipó szörényi bánok, Szécsi Miklós tárnokmester, Corbaviai Károly főkincstartó, Szécsényi Simon főajtónálló, Corbaviai János főasztalnok, Alsáni János főpincemester, Lévai Cseh Péter főlovászmester, Csáki Miklós a korábbi erdélyi vajda, Bessenyei Pál és Pécsi Pál korábban (Dalmácia, Horvátország és Szlavónia bánjai), Nádasdi Mihály székelyispán, Perényi Péter máramarosi főispán és Perényi Imre titkos kancellár és Garai János, id. Garai Miklós nádor fia.
A rendnek két fokozata volt. Az első fokozat tagjai huszonnégyen lehettek, a sárkányt és a keresztet viselték, míg a második fokozat csak a sárkányt. Ez utóbbi tagjainak száma korlátlan volt.
A rendhez való tartozást a pajzs körül elhelyezkedő sárkány körben övezi.
A király és a rend tagjai szívesen használták a rend jelképét. Zsigmond pecsétjén, címerein, kályhacsempéin is megjelenik egy sárkány, sőt 1755-ben a nagyváradi székesegyház feltárása során éppen egy sárkányt ábrázoló arany ékszer alapján azonosították Zsigmond sírját. Szerepel a rendjelvény ifjabb Stiborici Stibor vagy Perényi János sírkövén, Garai Miklós és Csapi András címereslevelén, de igazán a Báthoryak vitték tovább a hagyományt.
1431-ben Zsigmond jelentősen bővítette a rendet, így került sorai közé az a II. Vlad is, aki a rendbe történő felvétele után felvette a draco („sárkány”) latin melléknevet, mely a román nyelvben ördögöt is jelentett. Később fia, Vlad Ţepeş apja címe után „örökölte” hírhedt nevét, a Drakulát.
A rend alapvetően reprezentatív célú szervezet volt, amely Zsigmond legfőbb politikai támogatóit és szövetségeseit tömörítette. Megalapítása jól illeszkedik a korabeli európai szokásokhoz, párhuzamba állítható például az aragón Kanna-renddel, az ausztriai Sas-renddel, vagy az angol Térdszalagrenddel.
Zsigmond halálával a rend sokat vesztett tekintélyéből, célja elhalványult, politikai jelentősége háttérbe szorult. Mint kitüntetésről is mindössze két adat van arról, hogy Albert, majd Mátyás király még adományozta a rendet. Utolsó írásos dokumentuma a 18. század elejéről maradt fenn, ez a bukaresti egyetemen lelhető fel.

## A rend újjászületése a harmadik évezredben
2001-ben Nagyváradon született újra a Sárkány Lovagrend. A Varadinum ünnepségsorozatának keretén belül avattak újra sárkányos lovagokat. A Rend nagymesteri jogkörrel felruházott kancellárja gróf várhegyi Lehr György lett.
Az első lovagok között volt Tempfli József nagyváradi püspök, valamint Jacqueline de Rákóczi, aki egy álmában kapott kijelentés szerint magát II. Rákóczi Ferenc egyenes ági leszármazottjának tartja, és a királyság visszaállítását szeretné elérni Magyarországon. Királyjelöltnek fiát, Michel Rákóczit tartja.

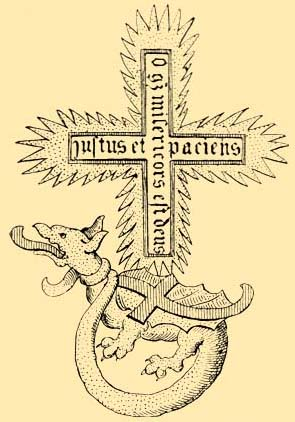
A Sárkány Lovagrend első fellelhető ábrázolása 1483-ból
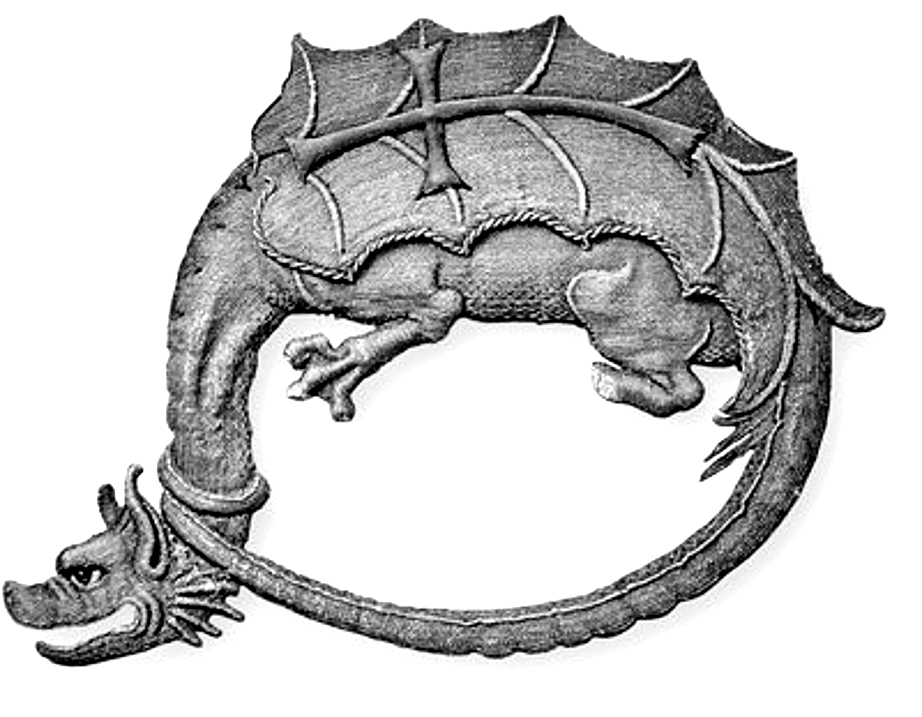
"a körré görbült sárkány jelét vagyis képét, amint farkát nyaka köré tekeri és háta közepén hosszában feje és orra elejétől farka végéig fel van hasítva s a vére vesztése miatt fehér és vértelen hasíték belső széle mentén hosszában elhelyezett vörös keresztet visel" a Sárkányrend alapítóleveléből
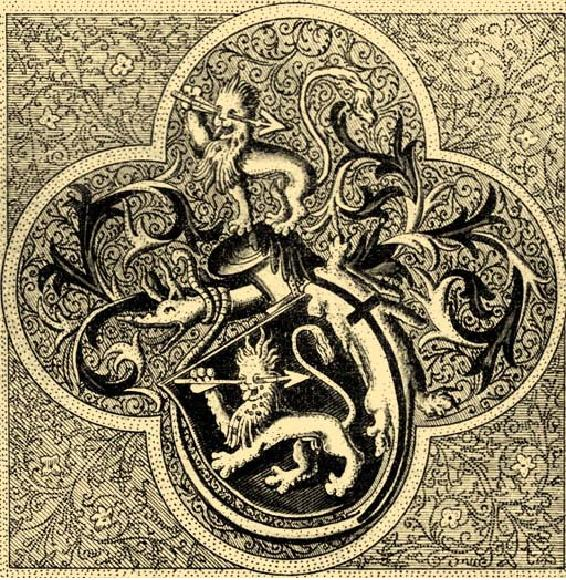
Csapy András címere a sárkányrend jelvényével